# Amphioplus debilis
Amphioplus debilis är en ormstjärneart som först beskrevs av Jean Baptiste François René Koehler 1904.  Amphioplus debilis ingår i släktet Amphioplus och familjen trådormstjärnor. Inga underarter finns listade i Catalogue of Life.